# Liste der Mitglieder der American Academy of Arts and Sciences/1981
Im Jahr 1981 wählte die American Academy of Arts and Sciences 86 Personen zu ihren Mitgliedern.

## Neugewählte Mitglieder
- Robert Martin Adams (1915–1996)
- Daniel Isaac Axelrod (1910–1998)
- Robert Lesh Baldwin (1927–2021)
- George Adelbert Bartholomew (1919–2006)
- Hyman Bass (* 1932)
- Gordon Alan Baym (* 1935)
- Andrew Alm Benson (1917–2015)
- Overton Brent Berlin (* 1936)
- Robert Byron Bird (1924–2020)
- Robert Heron Bork (1927–2012)
- Louise Bourgeois (1911–2010)
- Edward John Mostyn Bowlby (1907–1990)
- Michael Stuart Brown (* 1941)
- Nicola Cabibbo (1935–2010)
- Michael Cole (* 1938)
- Kenneth W. Dam (1932–2022)
- William David Davies (1911–2001)
- Frank James Dixon (1920–2008)
- Stillman Drake (1910–1993)
- Elizabeth Lewisohn Eisenstein (1923–2016)
- John Hart Ely (1938–2003)
- Leon David Epstein (1919–2006)
- Wallace Gary Ernst (* 1931)
- Donald Lee Fanger (* 1929)
- Gary Felsenfeld (1929–2024)
- Stanley Fischer (1943–2025)
- Robert Louis Fleischer (1930–2011)
- Josef Fried (1914–2001)
- James Gilbert Glimm (* 1934)
- Joseph Leonard Goldstein (* 1940)
- Robert Gomer (1924–2016)
- Loren Raymond Graham (1933–2024)
- Robert McQueen Grant (1917–2014)
- Claudio Guillen (1924–2007)
- Bertrand Israel Halperin (* 1941)
- Hermann Anton Haus (1925–2003)
- Fritz Heider (1896–1988)
- Ralph Franz Hirschmann (1922–2009)
- John Imbrie (1925–2016)
- Leslie Lars Iversen (1937–2020)
- Justin Kaplan (1925–2014)
- Nelson Yuan-Sheng Kiang (* 1929)
- Allen Victor Kneese (1930–2001)
- Lionel Charles Knights (1906–1997)
- Ernst Knobil (1926–2000)
- Mabel Louise Lang (1917–2010)
- Philip Leder (1934–2020)
- Aldo Starker Leopold (1913–1983)
- Paul Webster MacAvoy (1934–2016)
- Paul Beattie MacCready (1925–2007)
- Elizabeth Cavert Miller (1920–1987)
- James Alexander Miller (1915–2000)
- Czeslaw Milosz (1911–2004)
- James Alexander Mirrlees (1936–2018)
- Lincoln Ellsworth Moses (1921–2006)
- John Hine Mundy (1917–2004)
- Thomas Nagel (* 1937)
- William Henry Oldendorf (1925–1992)
- Robert Owen Paxton (* 1932)
- Jack Walter Peltason (1923–2015)
- Norman Carl Rasmussen (1927–2003)
- Lester James Reed (1925–2015)
- Nathan Rosenberg (1927–2015)
- Ian Munro Ross (1927–2013)
- Nicholas Peter Samios (* 1932)
- Oscar Schachter (1915–2003)
- Arnold Bernard Scheibel (1923–2017)
- Amartya Kumar Sen (* 1933)
- Ralph Owen Slatyer (1929–2012)
- Joseph Victor Smith (1928–2007)
- Walter Herbert Sokel (1917–2014)
- Thomas Richard Edmund Southwood (1931–2005)
- Stanley Jeyarajah Tambiah (1929–2014)
- Hugh Pettingill Taylor (* 1932)
- David James Thouless (1934–2019)
- Nicholas John Turro (1938–2012)
- Seiya Uyeda (1929–2023)
- An Wang (1920–1990)
- Harry Hillel Wellington (1926–2011)
- Beatrice Blyth Whiting (1914–2003)
- Günther Wilke (1925–2016)
- Robert Butler Wilson (* 1937)
- Ralph Stoner Wolfe (1921–2019)
- Markley Gordon Wolman (1924–2010)
- Gordon Ethelbert Ward Wolstenholme (1913–2004)
- Paul Maurice Zoll (1911–1999)